# Klara Kristalova

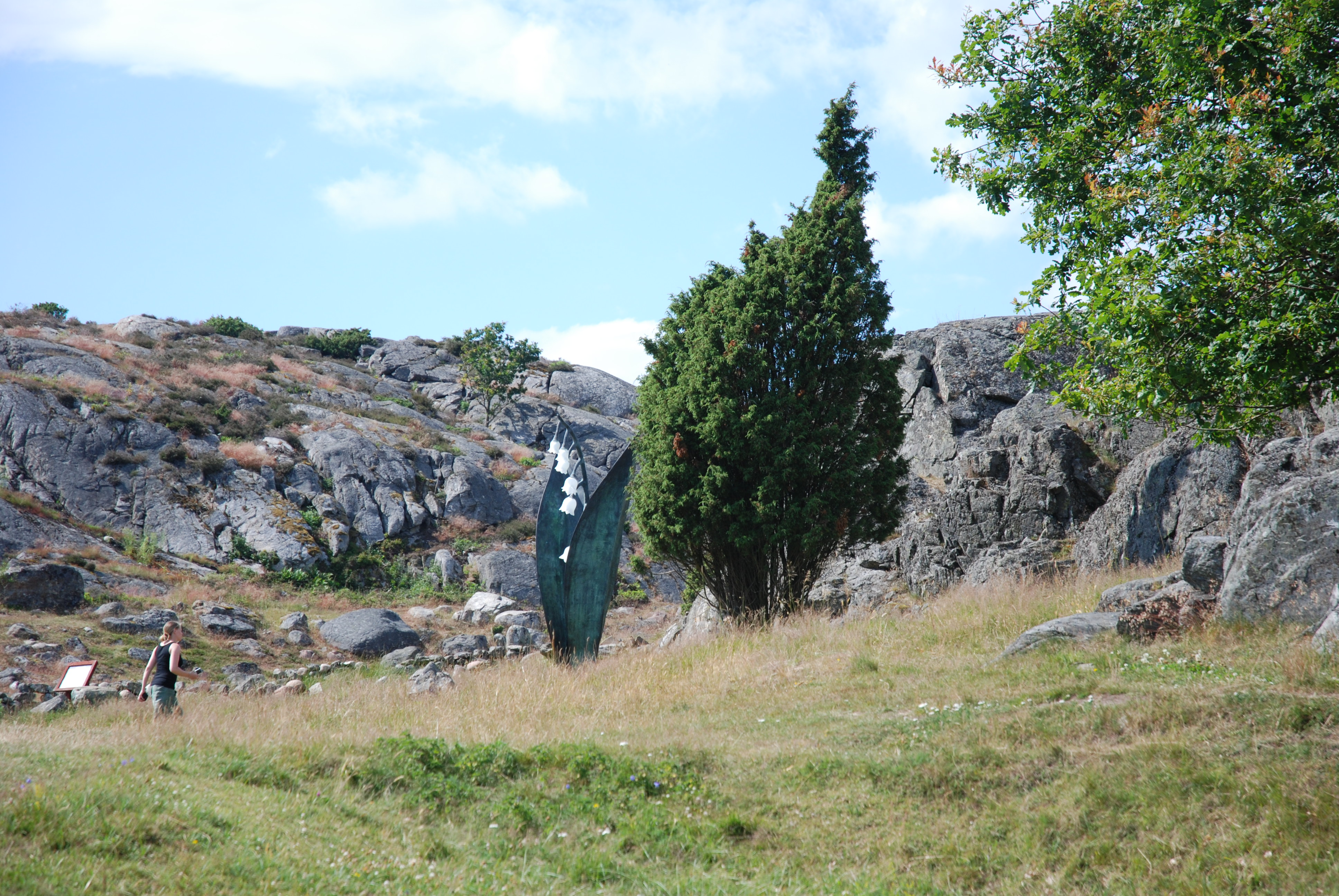
Liljekonvalj i Skulptur i Pilane 2011

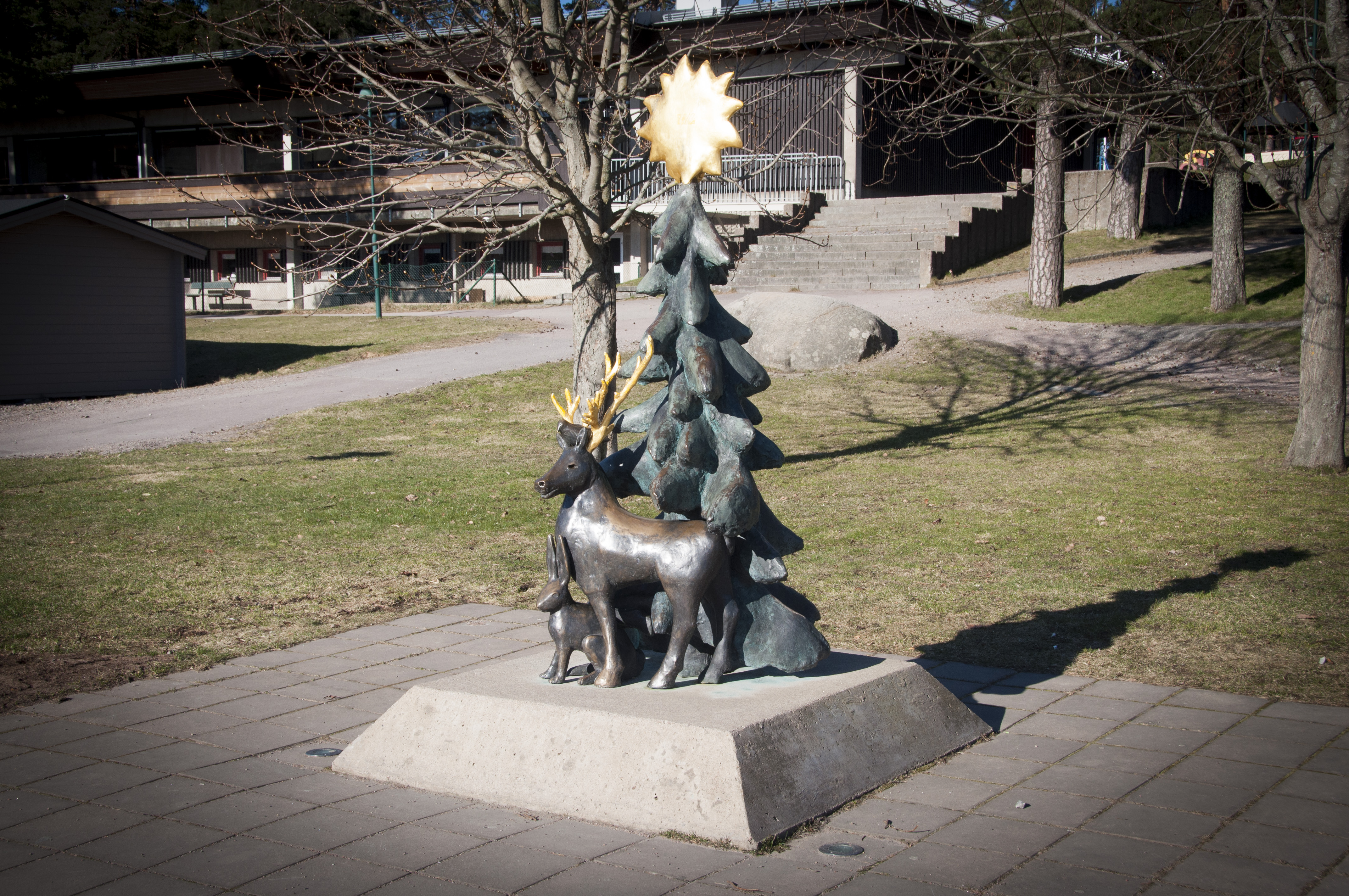
Under solen, Karlstad, 2006

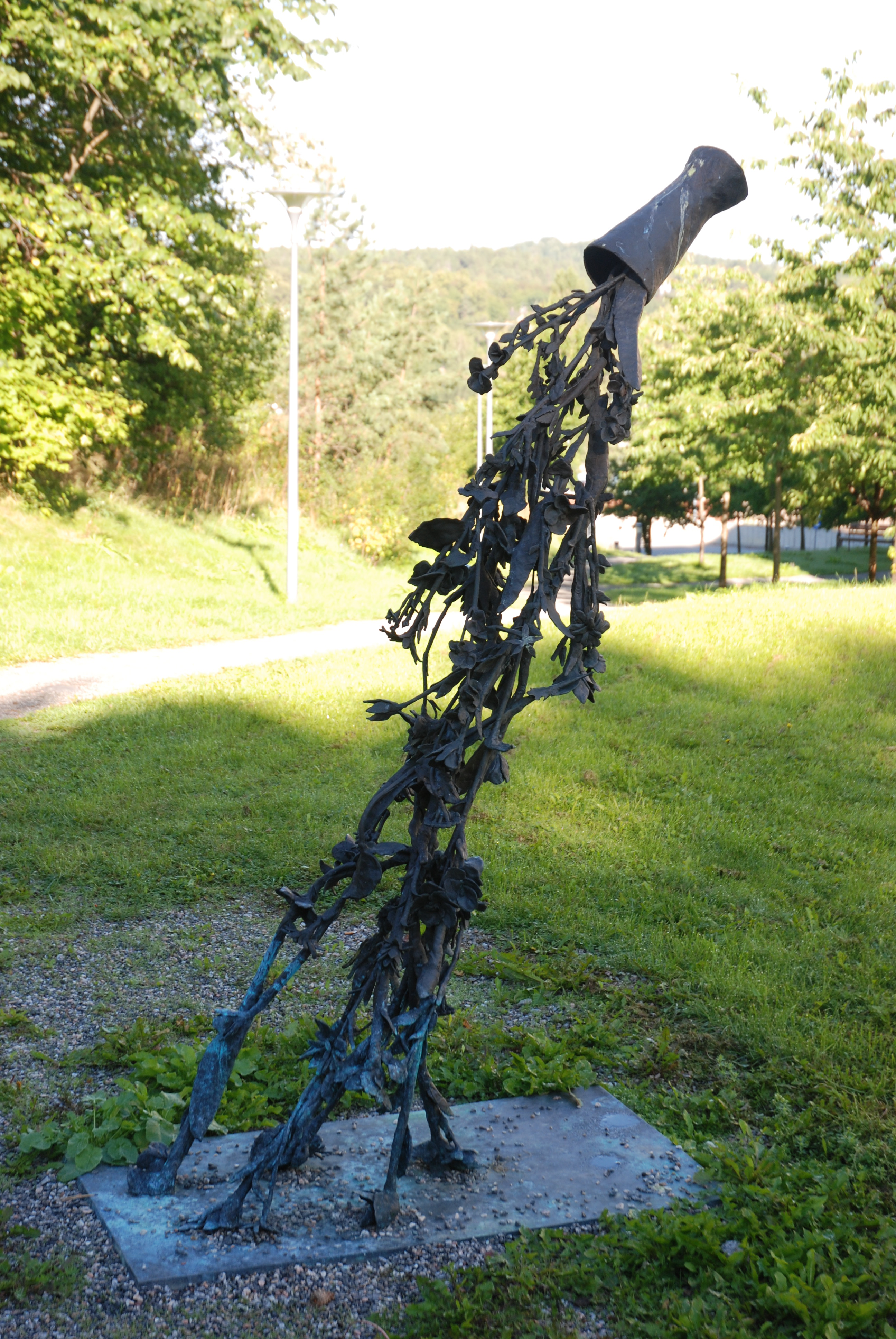
Fall vid Albanova i Stockholm

Klara Kristalova, född 15 augusti 1967 i Prag, är en svensk konstnär (skulptur och måleri).
Kristalova är dotter till konstnärsparet Eugen Krajcik och Helena Kristalova, som flyttade till Sverige från Tjeckoslovakien 1968 när Warszawapaktens styrkor invaderade landet. Hon utbildade sig vid målerilinjen på Kungliga Konsthögskolan 1988–1994, men har mest gjort sig känd för skulpturer, framför allt för målade glaserade porslinsskulpturer. Hon tilldelades Ester Lindahls stipendium 1999. Kristalova finns representerad vid  bland annat Göteborgs konstmuseum och Västerås konstmuseum.
Kristalova bor i Länna utanför Norrtälje och har även ställt ut i bland annat New York. Hon blev ledamot av Konstakademien 2012.

## Offentliga verk i urval
- Fall, skulptur i  brons, 2001, mellan huvudbyggnaden och hus 10 på Albanova i Stockholm
- Skulpturgrupp utomhus, på Mittuniversitetets campus i Östersund, 2004
- Skulpturgrupp på, samt gestaltning av, Stora torget i Falkenberg, 2005
- Under solen, patinerad brons, 2006, Mariebergsskogen i Karlstad
- Labyrint med hare och räv, 2008, Spjutsbygds förskola i Rödeby i Karlskrona kommun
- Berlocker, 2010, figurer på målad stålplåt, huvudentrén till Östra sjukhuset i Göteborg
- Om dagen och natten, keramikskulptur, 2010, huvudentrén till Östra sjukhuset i Göteborg
- Rörd av blommor, bronsskulptur, Tungelsta trädgårdspark i Haninge kommun
- Liljekonvalj, brons och glas, 2011, Skulptur i Pilane, Tjörn, sommaren 2011, del av skulpturgruppen Hon väntar alltid, som inköpts av Falkenbergs kommun för att placeras på Stortorget som en del i ett försenat torgrenoveringsprojekt.[4]
- Allt är liv, textil, glaserad keramik och brons, 2021, Sara kulturhus i Skellefteå kommun.